# Округ Пејџ (Вирџинија)
Округ Пејџ (енгл. Page County) је округ у америчкој савезној држави Вирџинија.

## Демографија
По попису из 2010. године број становника је 24.042, што је 865 (3,7%) становника више него 2000. године.
| Група             | 2000.          | 2010.          |
| Белци             | 22.183 (95,7%) | 22.871 (95,1%) |
| Афроамериканци    | 501 (2,2%)     | 466 (1,9%)     |
| Азијати           | 55 (0,2%)      | 71 (0,3%)      |
| Хиспаноамериканци | 251 (1,1%)     | 373 (1,6%)     |
| Укупно            | 23.177         | 24.042         |